# مارك هاريسون
مارك هاريسون (بالإنجليزية: Mark Harrison) (11 ديسمبر 1960 بدربي في المملكة المتحدة - ) هو مدرب كرة قدم ولاعب كرة قدم بريطاني في مركز حراسة المرمى. لعب مع بورت فايل وستوك سيتي ونادي ساوثهامبتون ونادي كيترينغ تاون وستافورد رينجرز ونادي هيلانك ونادي تلفورد يونايتد.

## وصلات خارجية
- مارك هاريسون على موقع قاعدة بيانات كرة القدم.إي يو (الإنجليزية)
- مارك هاريسون على موقع عالم كرة القدم.نت (الإنجليزية)